# Torre de Dwejra
La Torre de Dwejra (en maltés: Torri tad-Dwejra) es una pequeña torre de vigilancia situada en la bahía de Dwejra, San Lawrenz, isla de Gozo en Malta. Fue terminado en 1652 y forma parte de las torres Lascaris. Hoy en día, se encuentra en buenas condiciones y está abierta al público.
Es una de las cuatro torres de vigilancia costeras que quedan en Gozo, siendo las otras la torre de Xlendi, la Torre Mġarr ix-Xini y la Torre Isopu.

## Historia
La Torre de Dwejra fue construida en 1652 durante la magistratura del Gran Maestre Giovanni Paolo Lascaris, y fue financiada por la Universidad de Gozo. Es una de las torres de Lascaris, y la intención detrás de su construcción fue que actuara como una torre de vigilancia y protegiera las áreas circundantes de los desembarcos de corsarios. Esta torre, al igual que las otras torres, podía comunicarse con las fortificaciones de defensa cercanas a través del humo y el fuego, de día y de noche respectivamente. Los gastos de funcionamiento de la torre se cubrieron con la producción de sal de las salinas cercanas. Estaba equipado con tres cañones de 6 libras en el siglo XVIII. En 1744, el Gran Maestro Pinto declaró ilegal ir a la Roca Fungus porque se creía que un hongo que crecía allí tenía poderes medicinales, y la Torre de Dwejra se usó como vigía para evitar que alguien subiera al islote.
La torre estuvo a cargo de la Real Artillería de Defensa de Malta entre 1839 y 1873. Luego fue abandonado hasta 1914, durante la época de la Primera Guerra Mundial, cuando se enviaron el Regimiento de Malta del Rey y la Artillería Real de Malta y fue tripulado por la Compañía N.º 3 con dos (más tarde cuatro) cañones de 12 libras. Se volvió a utilizar en la Segunda Guerra Mundial como puesto de observación, y el 27 de marzo de 1943, el Capitán Frank Debono y Carmelo Zahra, que estaban estacionados allí, rescataron a un piloto de la RAF que se había estrellado con su Mark Vb Spitfire en los acantilados que dominan el bahía.
La torre fue arrendada a Gerald de Trafford en 1956. Se pasó en préstamo a Din l-Art Ħelwa en un estado de ruina total.

## En la actualidad
La torre fue restaurada por Din l-Art Ħelwa entre 1997 y 1999. Ahora está en buenas condiciones y está abierto al público sin coste para su visita.

## En la cultura popular
- La torre Dwejra se utilizó en el rodaje de la película Treasure in Malta de 1963 y la película Among Wolves de 1985.[5]